# Вест-Колдвелл (Нью-Джерсі)
Вест-Колдвелл (англ. West Caldwell) — селище (англ. village) в США, в окрузі Ессекс штату Нью-Джерсі. Населення — 11 012 особи (2020).

## Демографія
Згідно з переписом 2010 року, у селищі мешкало 10 759 осіб у 3913 домогосподарствах у складі 2964 родин. Було 4009 помешкань
Расовий склад населення:
| - 92,9 % — білих - 3,9 % — азіатів - 1,3 % — чорних або афроамериканців |

До двох чи більше рас належало 1,1 %. Частка іспаномовних становила 4,9 % від усіх жителів.
За віковим діапазоном населення розподілялося таким чином: 23,4 % — особи молодші 18 років, 57,1 % — особи у віці 18—64 років, 19,5 % — особи у віці 65 років та старші. Медіана віку мешканця становила 44,9 року. На 100 осіб жіночої статі у селищі припадало 91,2 чоловіків;  на 100 жінок у віці від 18 років та старших — 88,0 чоловіків також старших 18 років.
Середній дохід на одне домашнє господарство  становив 126 526 доларів США (медіана — 99 708), а середній дохід на одну сім'ю — 148 591 долар (медіана — 120 991). Медіана доходів становила 84 688 доларів для чоловіків та 52 061 долар для жінок. За межею бідності перебувало 2,9 % осіб, у тому числі 3,7 % дітей у віці до 18 років та 3,5 % осіб у віці 65 років та старших.
Цивільне працевлаштоване населення становило 5272 особи. Основні галузі зайнятості: освіта, охорона здоров'я та соціальна допомога — 20,9 %, науковці, спеціалісти, менеджери — 13,4 %, мистецтво, розваги та відпочинок — 13,4 %.